# Julian A. Baynes
Julian A. Baynes war ein Politiker aus St. Vincent und die Grenadinen.
Er vertrat vom 15. Oktober 1951 bis zum 4. Juli 1957 den Wahlkreis St. George im House of Assembly. Anfangs war er Mitglied der Eight Army Liberation Party, ab 1954 unabhängiger Abgeordneter.